# Mladen Karoglan
Mladen Karoglan (Imoschi, 6 febbraio 1964) è un ex calciatore croato, di ruolo attaccante.

## Carriera
Cresciuto nelle giovanili dell'Hajduk Spalato con il quale disputò una sola partita ufficiale, il 29 settembre 1982 subentrò al secondo tempo al posto di Mišo Krstičević al primo turno di ritorno di Coppa UEFA contro il Żurrieq.

## Palmarès

### Competizioni nazionali
- 2. Savezna liga: 1

Iskra Bugojno: 1983-1984 (girone ovest)

### Competizioni internazionali
- Coppa Mitropa: 1

Iskra Bugojno: 1984-1985